# Зайцев, Филипп Адамович
Филипп Адамович Зайцев (14 [26] марта 1877, Киев, Российская империя — 10 июня 1957, Тбилиси, Грузинская ССР, СССР) — российский энтомолог, академик АН Грузинской ССР (с 1941).

## Биография
Родился в семье почтового служащего. В 1887 году поступил в классическую гимназию города Киева. За время учебы в гимназии проявил незаурядные способности к языкам и в совершенстве овладел сначала древними языками (латинским и греческим), а затем и европейскими (немецким, английским, итальянским, испанским, французским и т. д.). В 1895 году Зайцев заканчивает гимназию с золотой медалью. Увлечение изучением языков привело Филиппа Адамовича в 1895 году в Петербургский университет на факультет восточных языков. С первых же дней пребывания в Университете Филипп Адамович не ограничивается только изучением восточных языков. Любознательный молодой человек начинает посещать занятия и на других факультетах. Так он становится постоянным слушателем лекций физико-математического факультета (преимущественно лекции по естествознанию). В те годы в Петербургском университете читали лекции известные учёные-естествоиспытатели с мировым именем — профессор-анатом П. Ф. Лесгафт, курс гистологии и зоологии вели профессора А. С. Догель, В. М. Шимкевич и В. Т. Шевяков. Лекции этих выдающихся учёных и определили окончательно научную судьбу Ф. А. Зайцева, который через год переходит на естественное отделение физико-математического факультета.
В 1900 году Зайцев окончил Петербургский университет и был приглашён ассистентом в Женский медицинский институт С.-Петербурга для чтения курса по гистологии. Преподавал в институте по 1904 год. В 1901 году он командируется на Бологовскую пресноводную биологическую станцию, созданную для исследования озёрной фауны. Изучая там коловраток, он описывает новый для науки вид паразитической коловратки. Здесь же внимание молодого учёного впервые привлекают водные насекомые, в частности, водяные жуки. Годом позже Филипп Адамович начнет работу по изучению состава фауны жесткокрылых и чешуекрылых насекомых Новгородской губернии. С этого времени определяется главная область научных интересов Ф. А. Зайцева — это энтомология, которой он посвятил всю дальнейшую жизнь.
Работая с коллекциями Зоологического музея Академии наук Зайцев научно обрабатывает все семейства водных жесткокрылых насекомых. В результате этих исследований появляется серия статей по систематике жесткокрылых насекомых (было описано несколько десятков новых для науки видов и родов), опубликованная в трудах Русского энтомологического общества и принесшая мировую известность Ф. А. Зайцеву как энтомологу. 4 октября 1904 года Ф. А. Зайцев был избран действительным членом Русского энтомологического общества.
В 1905 году Ф. А. Зайцев получает должность ассистента в Институте сельского хозяйства и лесоводства в Новой Александрии Люблинской губернии. В этот же период он начинает детально знакомиться с коллекционными фондами насекомых в известнейших природоведческих музеях мира. Выезжая в научные командировки в Лондон, Берлин, Брюссель, работая в Зоологическом музее Академии наук за период 1905—1910 гг. Ф. А. Зайцев активно изучает хранящиеся там материалы по жесткокрылым насекомым. В результате этих исследований Ф. А. Зайцевым был составлен мировой каталог водных жуков семейств Dryopidae, Heteroceridae, Hydrophilidae, опубликованный в известном немецком капитальном издании «Coleopterorum Catalogus» и в «Трудах Русского энтомологического общества».
В 1909 году Российская академия наук организует экспедицию на Полярный Урал в Обдорскую тундру для изучения арктической фауны и флоры. В этой экспедиции был собран обширный и интересный зоологический материал, который послужил основой для исследований многим русским и иностранным учёным-зоологам. С 1907 года он становится редактором фундаментального издания — Трудов Русского энтомологического общества. В 1910 году в Брюсселе собирается 1-й Международный энтомологический конгресс. Филипп Адамович участвует в работе этого конгресса и после его завершения избирается членом Постоянного комитета по организации Международных энтомологических конгрессов.
В 1911 году по поручению Департамента Земледелия старший специалист этого департамента Ф. А. Зайцев был откомандирован в Тифлис для организации научно-исследовательской работы по прикладной энтомологии в Закавказье. С этой целью ему было поручено организовать Энтомологический кабинет при Тифлисском Ботаническом саде. С этого года и до последних дней жизни Ф. А. Зайцев отдал все свои знания и опыт делу организации научно-исследовательской работы по изучению фауны Грузии и Кавказа в целом, а также развитию высшего образования в Грузинской республике. Основные научные работы посвящены зоологии беспозвоночных, главным образом жесткокрылых. Изучал фауну, систематику и биологию насекомых Закавказья и других районов. Разработал рекомендации по защите растений от насекомых. Автор пособия о вредителях хлопчатника и плодовых деревьев, определителя жесткокрылых — вредителей сельскохозяйственных культур. Составил определительные таблицы малярийных комаров Закавказья, дал полный обзор кровососущих комаров этого региона. Автор учебника «Энтомология».
Декан, проректор и ректор Тбилисского политехнического института, профессор ряда других высших учебных заведений.

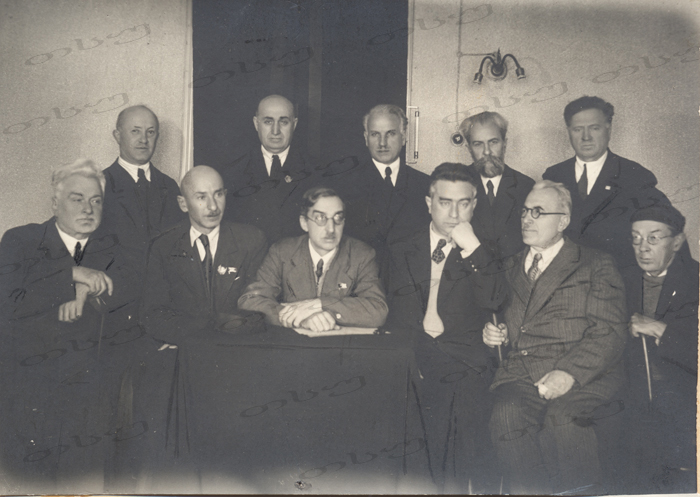
Первый президиум АН Грузинской ССР : слева направо: Корнелий Кекелидзе, Николай Кецховели, Николай Мусхелишвили (председатель), Симон Джанашиа, Георгий Ахвледиани, Филипп Зайцев; Стоят: Александр Джанелидзе, Тарас Кварацхелия, Арнольд Чикобава, Георгий Чубинашвили, Акакий Шанидзе. 1941

В 1941 году при основании Академии наук Грузинской ССР был избран её действительным членом, с того же года — директор Института зоологии АН Грузинской ССР.

## Почести
Род жесткокрылых насекомых Zaitzevia семейства речники (Elmidae) назван в честь учёного.

## Публикации
- Zaitzev Ph.A. Dryopidae, Cyathoceridae, Georyssidae, Heteroceridae // Coleopterorum catalogus. Junk-Schenkling, 1910. Pars 17, p. 1-68.
- Зайцев Ф. А. Плавунцовые и вертячки // Фауна СССР. Жесткокрылые, т. 4. М.-Л., 1953. 377 с.
- Zaitzev F.A. Fauna of the USSR. Coleoptera. Families: Amphizoidae, Hygrobiidae, Haliplidae, Dytiscidae, Gyrinidae. — Jerusalem: Israel Program for Scientific Translations. 1972. 401 pp.